# Idiomas darguin
Los idiomas darguin o idiomas darguines constan de un continuo dialectal de lenguas caucásicas nororientales que se hablan en el sur-centro de Daguestán. 
Kaytak, kubachi, itsari y chirag a menudo se consideran dialectos del mismo idioma darguin / dargua. Ethnologue los enumera bajo un idioma darguin común, pero también señala que pueden ser idiomas separados del propio dargua. Ahora se llegan a considerar más de diez dialectos, que a veces no se entienden entre sí. Existe el idioma darguin unificado, basado en el darguin del Norte. Es idioma oficial de escritura en Daguestán, donde lo hablan más de 485.705 personas, además de otros hablantes de la diáspora.
En el Glottolog aparece en la familia: Dargwic (Yu. B. Korjakov 2012).